# Heiden (Németország)
Heiden település Németországban, azon belül Észak-Rajna-Vesztfália tartományban. Lakosainak száma 8603 fő (2023. december 31.). Heiden Borken és Velen községekkel határos.

## Népesség
A település népességének változása:
| Lakosok száma | 5737 | 8152 | 8182 | 8187 | 8194 | 8317 | 8603 |
|               | 1975 | 2015 | 2017 | 2019 | 2021 | 2022 | 2023 |